# Акопян, Левон Оганесович (музыковед)
Лево́н Огане́сович Акопя́н (9 сентября 1953, Ереван, Армянская ССР, СССР) — советский и российский музыковед. Доктор искусствоведения. Внук архитектора Марка Григоряна, брат журналиста Марка Григоряна.
Левон Акопян — заведующий сектором теории музыки, с 2010 г., заведующий Отделом современных проблем музыкального искусства Государственного института искусствознания, редактор интернет-журнала ГИИ «Искусство музыки. Теория и история». Также является соредактором русской версии журнала Gramophone, соредактором электронного журнала «Искусство музыки. Теория и история», выходящего на сайте Государственного института искусствознания, соведущим цикла передач «Актуальная музыка» на радио «Орфей». Российский государственный радиоканал классической музыки «Орфей» оценивает Л. Акопяна как крупного музыковеда.

## Биография
Окончил Ереванский университет как микробиолог, а затем Ереванскую консерваторию как музыковед. Работал в Институте искусств АН АрмССР, занимаясь проблемами средневекового армянского церковного пения, защитил кандидатскую диссертацию на эту тему в московском Государственном институте искусствознания. С начала 1990-х гг. живёт в Москве, докторская диссертация «Анализ глубинной структуры музыкального текста» опубликована в 1995 г. отдельным изданием.
Акопяну принадлежит монография «Шостакович. Опыт феноменологии творчества» (СПб., 2004), в которой, по мнению рецензента, «сталкиваются две задачи: создать отчетливую феноменологическую интерпретацию творчества Шостаковича и дать его полный обзор», в результате чего книга «открывает новые горизонты». Кроме того, он выпустил популярную книгу «Моцарт. Путеводитель» (М., 2006) и предназначенный зарубежной аудитории обзор «Музыка советской эпохи. 1917—1987» (англ. Music of the Soviet Age, 1917-1987; Стокгольм, 1998). Однако наиболее заметными трудами Акопяна стали его работы над сокращённым русским изданием «Музыкального словаря Гроува» (2001, 2-е изд. 2007) и авторской энциклопедией «Музыка XX века. Энциклопедический словарь».
Выступает также в роли переводчика; среди выполненных Акопяном переводов — «Общая психопатология» Карла Ясперса, сборник «Карл Густав Юнг о современных мифах» и др. Владеет армянским, русским, польским, английским, французским (активно), итальянским, немецким, новогреческим.
Левон Оганесович долгое время успешно выступал в известном интеллектуальном телешоу «Своя игра». В 1997 и 1998 годах он доходил до финала циклов «Золотой дюжины».

## Критика
Музыковед Татьяна Науменко приводит Акопяна как пример нового для российского музыковедения стиля, в котором значительно личностное авторское начало, а энциклопедию «Музыка XX века» — как уникальный образец энциклопедического жанра, созданный одним автором.

## Публикации

### Книги
- Акопян Л. Анализ глубинной структуры музыкального текста. — М., Практика, 1995.
- Hakobian, L. Music of the Soviet Age, 1917—1987. — Stockholm, Melos, 1998.
- Акопян Л. Дмитрий Шостакович: опыт феноменологии творчества. — СПб., Д. Буланин, 2004
- Акопян Л. Моцарт. Путеводитель. — М., Классика XXI, 2006
- Акопян Л. Музыка XX века. Энциклопедический словарь. — М., Практика, 2010
- Акопян Л. (сост.). Шостакович: pro et contra. Д. Д. Шостакович в оценках современников, композиторов, публицистов, исследователей, писателей. Антология. Санкт-Петербург: Издательство Русской христианской гуманитарной академии, 2017.
- Hakobian, L. Music of the Soviet Era, 1917—1991. London and New York: Routledge, 2017.
- Шаракан. Каноны и гимны армянской церкви. Перевод с древнеармянского, вступительная статья и примечания Левона Акопяна — Ереван: Саргис Хаченц, Принтинфо, 2017.
- Феномен Дмитрия Шостаковича. Санкт-Петербург: Издательство Русской христианской гуманитарной академии, 2018.
- Великие аутсайдеры музыки XX века. Эдгар Варез. Роберто Герхард. Джачинто Шельси. Жан Барраке. М.: Государственный институт искусствознания, 2019.

### Статьи
- Акопян Л. Мелодические структуры средневекового армянского восьмигласия и хазовое (невменное) письмо // Историко-филологический журнал АН Армянской ССР, 1985, № 2.
- Акопян Л., Григорян В. Музыкальная акцентуация в средневековых армянских духовных гимнах // Историко-филологический журнал АН Армянской ССР, 1988, № 4 (на армянском языке).
- Акопян Л. Нерсес Шнорали и искусство духовной гимнодии // Историко-филологический журнал АН Армянской ССР, 1989, № 3 (на армянском языке).
- Акопян Л. Напевы шараканов (духовных гимнов) и их разновидности // Эчмиадзин, 1992, № 4/5 (на армянском языке; перепечатано в: Manrusum. Problems of History, Theory and Aesthetics of Sacred Music. Vol. II. Yerevan, 2005).
- Акопян Л., Григорян В. На пути к имманентному анализу музыкального текста // Музыкальная Академия, 1992, № 3. С. 216—220.
- Akopjan, L. Niektore aspekty organizacji czasu muzycznego w operze Claudia Monteverdiego «Koronacja Poppei» // Muzyka: kwartalnik Instytutu Sztuki PAN, Tom 37, Numer 2 (145), 1992. S. 3-28.
- Akopjan, L. Muzyka i mity w XX wieku // Muzyka: kwartalnik Instytutu Sztuki PAN, Tom 37, Numer 3 (146), 1992. S. 3-12.
- Akopian, L. Muzyczna autobiografia Strawinskiego // Ruch Muzyczny, 1993, 2. S. 1, 6-7.
- Акопян Л. Средневековый духовный гимн с точки зрения истории культуры // Гандзасар, 1993, № 4. С. 324—333 (на армянском языке).
- Hakobian, L. The Versification of the Sarakan Hymns // Revue des Etudes Armeniennes (Paris), vol. 24, 1993. P. 113—127.
- Акопян Л. Западные авторы о Шостаковиче: обзор и комментарий // Шостаковичу посвящается. М.: Композитор, 1997. С. 17—26.
- Акопян Л. Теория музыки в поисках «научности». Методология и философия «структурного слышания» в музыковедении последних десятилетий // Музыкальная Академия, 1997, № 1. С. 181—189; № 2. С. 110—122.
- Акопян Л. «Художественные открытия» Четырнадцатой симфонии // Музыкальная Академия, 1997, № 4. С. 185—192.
- Акопян Л. О точках соприкосновения между теоретическим музыкознанием и глубинной психологией // Музыкальная Академия, 1999, № 1. С. 206—213.
- Hakobian, L. Symbolism of Alienation in Soviet Music // Lo Straniero (Napoli), 30 (1999).
- Акопян Л. Эдгар Варез // XX век. Зарубежная музыка. Очерки. Документы. М.: ГИИ, 2000. С. 3—97.
- Акопян Л. Отверженные детища Шостаковича: опусы 12, 14, 20 // Шостакович: между мгновением и вечностью. СПб.: Композитор, 2000. С. 204—242.
- Акопян Л. Восьмигласие как идея (на примере средневековой армянской гимнодии) // Православна монодія: ii богословська, літургічна та естетична сутність. Науковий вісник національноi музичноi академii Украіни, випуск 15. Киів, 2001. С. 95—101.
- Акопян Л. Музыка советской эпохи в «большом мире» // Музыкальная Академия, 2002, № 2. С. 28—29.
- Акопян Л. О переменных и постоянных компонентах понятия «хорошая музыка». Музыкальная Академия, 2004, № 1. С. 42—45.
- Hakobian, L. The Nose and the Fourteenth Symphony: an Affinity of Opposites // Shostakovich and His World. Ed. by Laurel E. Fay. Princeton and Oxford: Princeton University Press, 2004. P. 163—181.
- Hakopian, L. The Beginning and the End of the Soviet Avant-Garde: 1956—1982 // Duchowosc Europy Srodkowej i Wschodniej w muzyce konca XX wieku. Pod redakcja Krzysztofa Droby, Teresy Maleckiej i Krzysztofa Szwajgiera. Krakow: Akademia Muzyczna, 2004. P. 73-79.
- Акопян Л., Берченко Р. Теория и история музыки // История русской музыки. Т. 10Б. М.: Музыка, 2004.
- Акопян Л. Композиторы вне истории: о великих маргиналах музыки XX века // XX век и история музыки. Проблемы стилеобразования. М.: Государственный институт искусствознания, 2006. С. 141—154.
- Hakobian, L. «Ich hab euch niemals geliebt, ihr Gotter!» Sostakovic und die proletarische Musik // Osteuropa, 56, 8 (2006). Dmitrij Sostakovic. Grauen und Grandezza des 20. Jahrhunderts. S. 109—118.
- Hakopian, L. Zur Symbolik von Zwolftonreihen im Spatwerk Sostakovics // Dmitri Schostakowitsch. Das Spatwerk und sein zeitgeschichtlicher Kontext. Hochschule fur Musik Carl Maria von Weber Dresden, 2006. S. 183—194.
- Акопян Л. Музыка как отражение человеческой целостности // Музыка как форма интеллектуальной деятельности. Ред.-сост. М. Г. Арановский. М.: URSS, 2007. С. 70—81.
- Akopian, L. Muzyka jako odzwierciedlenie holistycznego obrazu czlowieka // Ruch Muzyczny, 2007, 20. S. 6-9.
- Акопян Л. Эдгар Варез; Мортон Фелдман; Лу Харрисон; Конлон Нэнкэрроу // Музыкальная культура США XX века. Учебное пособие. Отв. ред. М. В. Переверзева. М.: Научно-издательский центр «Московская консерватория», 2007. С. 141—155; 302—307; 307—309; 309—313.
- Акопян Л. Шостакович, Пролеткульт и РАПМ // Dmitrij Sostakovic tra musica, letteratura e cinema. A cura di Rosanna Giaquinta // Firenze, Leo S. Olschki, 2008. С. 97—106.
- Hakobian, L. Tertium datur. Die sowjetische Musikavantgarde 1956—1982 // Osteuropa, 59, 4 (2009). Macht Musik. Kultur und Gesellschaft in Russland. S. 77-84.
- Hakobian, L. Shostakovich, Proletkul’t and RAPM // Shostakovich Studies 2. Ed. by P. Fairclough. Cambridge etc.: Cambridge University Press, 2010. P. 263—271.
- Акопян Л. Большие теоретические концепции в музыкознании: свет и тени // Науковий вісник Национальноi музичноi академиi Украіни именi П. I. Чайковського. Випуск 80. Наука про музику сьогоднi: проблеми та перспективи. Киів, 2009. С. 52—70. Перепечатано в: Музыкальное образование в контексте культуры: Вопросы теории, истории и методологии. Материалы Международной научной конференции 21—23 октября 2008 года. М.: РАМ им. Гнесиных, 2009. С. 55—68; Этот многообразный мир музыки… Сборник статей к 80-летию М. Г. Арановского. М.: ГИИ, 2010. С. 67—77.
- Hakobian, L. Octoechos as an Idea: On the Example of Medieval Armenian Sacred Hymnody // Across Centuries and Cultures. Musicological Studies in Honor of Joachim Braun. Frankfurt am Main, etc.: Peter Lang, 2010. P. 245—252.
- Hakobian, L. La musique sovietique de Lenine a Staline (1917—1953). Les meandres de l’histoire // Lenine, Staline et la musique. Paris: Fayard, 2010. P. 21-39.
- Акопян Л. Картинки к Апокалипсису: об одной знаковой оратории // Композиторская техника как знак. Сборник статей к 90 летию со дня рождения Юзефа Геймановича Кона. Петрозаводск: ПГК им. Глазунова, 2010. С. 241—251.
- Акопян Л. По следам Шенкера: редукционизм // Музыкально-теоретические системы XX века. М.: Музиздат, 2011. Воспроизведено в: Искусство музыки. Теория и история, № 6, 2012. С. 104—124.
- Акопян Л. Джачинто Шельси // Искусство музыки. Теория и история, № 1—2, 2011. С. 154—207.
- Акопян Л. Пение по хазам и осмогласие как феномены средневековой культуры // Inter Esse. Суть вещей. Осень—зима, 2011/2012. С. 60—71.
- Акопян Л. Музыкальность Хармса // Научный вестник Национальной музыкальной академии Украины имени П. И. Чайковского. Выпуск 98. Мир музыковедения: стратегии, дискурсы, сюжеты. Елене Сергеевне Зинькевич посвящается. Киев: НМАУ им. П. И. Чайковского, 2011. С. 270—281. Перепечатано в: Сто лет русского авангарда. Сборник статей. Автор проекта и научный редактор М. Катунян. М.: Научно-издательский центр «Московская консерватория», 2013. С. 365—372.
- Hakobian, L. The Sarakan Hymn Tunes and Their Subdivisions // Revue des Etudes Armeniennes (Paris), vol. 33, 2011. P. 283—315. [рецензия на:] Richard Taruskin. On Russian Music, Berkeley — Los Angeles — London, University of California Press, 2009, 407 pp. // Il Saggiatore Musicale, 2011, 1-2. P. 310—318 (на итальянском языке).
- Акопян Л. Жан Барраке (1928—1973) // Искусство музыки. Теория и история, № 3, 2012. С. 115—173.
- Hakobian, L. The Reception of Soviet Music in the West: a History of Sympathy and Misunderstandings // Musicology. Journal of the Institute of Musicology of the Serbian Academy of Sciences and Arts (Музикологиja. Часопис Музиколошког института Српске академиjе наука и уметности), no. 13, 2012. P. 125—137.
- Акопян Л. Армянское осмогласие и пение по хазам как феномены средневековой христианской культуры // Искусство музыки. Теория и история, № 5, 2012. С. 5—19.
- Акопян Л. Четырнадцатая симфония Д. Д. Шостаковича [Пояснительная статья] // Дмитрий Шостакович. Новое собрание сочинений. Серия I. Симфонии. Том 14. Симфония № 14. Партитура. М.: DSCH, 2012. С. 118—125.
- Акопян Л. Четырнадцатая симфония [Пояснительная статья, пояснительные замечания] // Дмитрий Шостакович. Новое собрание сочинений. Серия I. Симфонии. Том 29. Симфония № 14. Переложение автора для пения с фортепиано. М.: DSCH, 2012. С. 97—100, 167—168.
- Акопян Л. Пятнадцатая симфония Д. Д. Шостаковича [Пояснительная статья] // Дмитрий Шостакович. Новое собрание сочинений. Серия I. Симфонии. Том 15. Симфония № 15. Партитура. М.: DSCH, 2012. С. 157—160.
- Акопян Л. Пятнадцатая симфония [Пояснительная статья, пояснительные замечания] // Дмитрий Шостакович. Новое собрание сочинений. Серия I. Симфонии. Том 30. Симфония № 15. Переложение автора для 2 фортепиано. М.: DSCH, 2012. С. 115—116, 132—133.
- Акопян Л. Одиннадцатая симфония Д. Д. Шостаковича [Пояснительная статья] // Дмитрий Шостакович. Новое собрание сочинений. Серия I. Симфонии. Том 11. Симфония № 11. Партитура. М.: DSCH, 2013. С. 322—326.
- Акопян Л. Одиннадцатая симфония [Пояснительная статья, пояснительные замечания] // Дмитрий Шостакович. Новое собрание сочинений. Серия I. Симфонии. Том 26. Симфония № 11. Переложение автора для фортепиано в 4 руки. М.: DSCH, 2013. С. 158—160, 189.
- Акопян Л. Роберто Герхард (1896—1970) // Искусство музыки. Теория и история, № 7, 2013. С. 56—119.
- Акопян Л. Религиозный аспект в поздней советской музыке: от Д. Д. Шостаковича и далее // От искусства оттепели к искусству распада империи. Сб. статей. Отв. ред. Н. А. Хренов. М.: ГИИ, Канон+, 2013. С. 272—285.
- Акопян Л. «Нос» // Шостакович в Ленинградской консерватории. 1919—1930. Том 3. СПб.: Композитор. 2013. С. 123—143.
- Акопян Л. Эволюция и метаморфозы традиционных музыкально-теоретических категорий в новой музыке. Глава 2. Мелодия // Искусство музыки. Теория и история, № 10—11, 2014. C. 126—227.
- Hakobian, L. Shostakovich and Prokofiev: an essay in comparative characterology // Studia Slavica Musicologica, 55. Deutsche Schostakowitsch-Gesellschaft (Hrsg.) Schostakowitsch, Prokofjew und andere Komponisten. Analysen und Studien (Schostakowitsch-Studien, Bd. 11). Berlin: Verlag Ernst Kuhn, 2014. S. 165—172.
- Hakobian, L. Der Weg zur Pleroma. Die harmonische Sprache des spaten Skrjabin // MusikTheorie. 30. Jahrgang. Heft 2. 2015. S. 101—122.
- Акопян Л. Неизвестные версии нескольких эпизодов «Носа» Шостаковича // Искусство музыки. Теория и история, № 12, 2015. С. 221—226.
- Акопян Л. Опера «Нос». История премьеры. Рукописные источники текста // Дмитрий Шостакович. Новое собрание сочинений. Серия IV. Сочинения для музыкального театра. Том 51. «Нос». Клавир. М.: DSCH, 2015. С. 338—340, 355—363.
- Akopian (Hakobian), L. Droga do Pleromy: jezyk harmoniczny poznego Skriabina // Teoria muzyki. Studia Interpretacje. Dokumentacje. Pismo Akademii Muzycznej w Krakowie. Rocznik IV (2015), 6. S. 27-55.
- Акопян Л. О природе осмогласия и невменного письма (на примере древнеармянской гимнодии) // Актуальные проблемы высшего музыкального образования. Научно-аналитический, научно-образовательный журнал. Нижегородская государственная консерватория (академия) им. М. И. Глинки, 2015. № 3 [37]. С. 3—14.
- Акопян Л. Откровение об «Откровении»: «Книга с семью печатями» Франца Шмидта // Актуальные проблемы высшего музыкального образования. Научно-аналитический, научно-образовательный журнал. Нижегородская государственная консерватория (академия) им. М. И. Глинки, 2015. № 3 [37]. С. 18—27.
- Akopian (Hakobian) L. Nowa opera rosyjska w Rosji i za granica // Opera wspolczesna i teatr muzyczny wobec przemian technologicznych, kulturowych i gospodarczych. Teatr Wielki im. Stanislawa Moniuszki w Poznaniu, 2015. S. 210—216. [English version: New Russian Opera in Russia and Abroad. Ibid. P. 218—224].
- Акопян Л. Первый британский «авангардист» — Роберто Герхард // Liber amicorum Людмиле Ковнацкой. Санкт-Петербург: БиблиоРоссика, 2016. С. 172—184.
- Hakobian, L. Weinberg’s Position in Russian Context: From an Insider’s Viewpoint // Die Tonkunst. Jg. 10 (2016), 2. P. 130—134.

### Научные переводы
- К. Г. Юнг. Дух и жизнь. — М., Практика, 1996.
- К. Ясперс. Общая психопатология. — М., Практика, 1997.
- Музыкальный словарь Гроува. — М., Практика, 2001, 2 е издание, расширенное и дополненное, 2007.
- Тематико-библиографический указатель сочинений П. И. Чайковского (на английский). — М., Музыка, 2006.
- Ева и Пауль Бадура-Скода. Интерпретация Моцарта. — М., Музыка, 2011.
- М. Томашевский. Шопен. Человек, творчество, резонанс — М., Музыка, 2011.